# Кадер, Борис Леонидович
Борис Леонидович Кадер (1937 — 2009) — сотрудник органов юстиции, государственный советник юстиции 3-го класса, прокурор Чарджоуской области. Заслуженный юрист Российской Федерации (9 января 1997).

## Биография
Родился в семье Леонида Кадера (1907 — ?) и Ксении Кадер (Недоспасовой) (1906 — ?). С 1983 до 1988 являлся прокурором Чарджоуской области Туркменской ССР. На 1997 работал заместителем прокурора Псковской области. После выхода в отставку занимался коммерческой деятельностью в области права, а также транспортировки и хранения грузов.

### Звания
- старший советник юстиции;
- государственный советник юстиции 3-го класса.